# Xenosaurus
Famille
Synonymes
- Xenosaurinae Cope, 1866

Genre
Xenosaurus, unique représentant de la famille des Xenosauridae, est un genre de sauriens.

## Répartition
Les espèces de ce genre se rencontrent au Mexique et au Guatemala.

## Description
Ce sont des animaux diurnes et semi-arboricoles, vivipares, qui vivent près de zones humides.

## Taxinomie
Le genre Shinisaurus a été déplacé de la famille des Xenosauridae vers celle des Shinisauridae à la suite des analyses génétiques effectuées par Macey et al., 1999.

## Liste des espèces
Selon The Reptile Database (29 juillet 2013) :
- Xenosaurus agrenon King & Thompson, 1968
- Xenosaurus fractus Nieto-Montes De Oca, Sánchez-Vega & Durán Fuentes, 2018
- Xenosaurus grandis (Gray, 1856)
- Xenosaurus mendozai Nieto-Montes de Oca, García-Vázquez, Zúñiga-Vega & Schmidt-Ballardo, 2013
- Xenosaurus newmanorum Taylor, 1949
- Xenosaurus penai Pérez Ramos, De La Riva & Campbell, 2000
- Xenosaurus phalaroanthereon Nieto-Montes De Oca, Campbell & Flores-Villela, 2001
- Xenosaurus platyceps King & Thompson, 1968
- Xenosaurus rackhami Stuart, 1941
- Xenosaurus rectocollaris Smith & Iverson, 1993
- Xenosaurus tzacualtipantecus Woolrich-Piña & Smith, 2012

## Publications originales
- Cope, 1867 "1866" : Fifth Contribution to the Herpetology of Tropical America. Proceedings of the Academy of Natural Sciences of Philadelphia, vol. 18, p. 317-323 (texte intégral).
- Peters, 1861 : Eine neue Gattung von Eidechsen, Xenosaurus fasciatus, aus Mexico. Monatsberichte der Königlichen Preussischen Akademie der Wissenschaften zu Berlin, vol. 1861, p. 453-454 (texte intégral).